# Hidroformilação
A hidroformilação, também conhecida como “processo oxo” ou   "oxo síntese", é uma reação que resulta na formação de um aldeído a partir de um alceno, monóxido de carbono e hidrogênio, configurando uma das reações catalíticas homogêneas mais importantes em escala industrial.
Os processos catalíticos homogêneos comerciais para a reação de hidroformilação são baseados em catalisadores de cobalto ou ródio. As condições de reação (~200–300 bar, 140–180°C), no processo baseado em cobalto, são relativamente severas, e a separação catalisador/produto é difícil. Já o processo baseado em ródio (muito aplicado para a hidroformilação de propileno) é consideravelmente superior. Neste caso, a regioseletividade é alta (~95%), e as condições de reação são menos severas (~50 bar, 120°C). Outra vantagem adicional é que o catalisador pode ser facilmente separado do produto.
O produto primário da hidroformilação, normalmente, consiste em aldeídos com um átomo de carbono a mais do que o substrato olefínico. Esses aldeídos podem, então, ser usados para produzir uma variedade de derivados úteis; os aldeídos em si têm pouco interesse comercial.
Assim, os aldeídos formados são valiosos intermediários na síntese de produtos químicos a granel, como álcoois, por meio de hidrogenação, ácidos carboxílicos, por meio de oxidação, e aminas, por meio de aminação redutiva.
Uma grande variedade de aldeídos pode ser obtida através deste método, mas um dos mais importantes é o n-butanal. O propileno é hidroformilado para n-butanal, que é, então, convertido por condensação aldólica e hidrogenação em 2-etil hexanol.
A hidroformilação também é utilizada na fabricação de álcoois de cadeia longa (~10 a ~20 átomos de carbono), que são usados em detergentes, sendo mais biodegradáveis do que os ramificados.
Outros exemplos interessantes do uso comercial da hidroformilação incluem a formação de um intermediário de síntese da vitamina A, a partir do diacetato do 1-viniletino, e a produção de glutamato monossódico, desenvolvido pela Ajinomoto em 1963, a partir de acrilonitrila.
Traduzindo, em números, a importância comercial da hidroformilação, são sintetizadas mundialmente cerca de 3.000 toneladas por ano, apenas de vitamina A, e, aproximadamente, 6 milhões de toneladas anualmente de produtos derivados da hidroformilação.

## Histórico
A história da hidroformilação remonta a 1938, quando foi descoberta, acidentalmente, por Otto Roelen (1897–1993). A descoberta ocorreu no contexto científico e pessoal do processo Fischer–Tropsch. Inicialmente, grande parte do trabalho de Roelen era puramente acadêmico, mas ele esperava alguma relevância prática. Seu interesse preliminar era na decomposição do formaldeído em temperaturas elevadas.
Em 1934, Roelen mudou-se para a Kohlenchemie AG, uma empresa alemã. Durante uma tentativa de reintroduzir o etileno produzido pela síntese Fischer–Tropsch na reação, Roelen descobriu, na presença de amônia, o imino correspondente do propionaldeído como um produto sólido branco quando um catalisador contendo uma mistura de cobalto, tório e óxido de magnésio, comumente usado na época, foi aplicado. Logo, ele descobriu que outros sais de cobalto também poderiam mediar a reação. Roelen concluiu que a formação do aldeído não deveria se limitar a uma reação colateral do processo Fischer–Tropsch, e começou a investigar o alcance e as limitações dessa nova reação. Imediatamente, o enorme potencial químico e econômico de sua descoberta foi reconhecido. Roelen apresentou um pedido de patente para a chamada síntese oxo no final de 1938. Os nomes "síntese oxo" ou "processo oxo" foram posteriormente substituídos por "hidroformilação", mas ainda são usados na indústria.

## Mecanismo

### Seletividade
Uma consideração importante da hidroformilação é a seletividade "normal" vs. "iso". Por exemplo, a hidroformilação do propileno pode fornecer dois produtos isoméricos, butiraldeído ou isobutiraldeído:
H2  +  CO  +  CH3CH=CH2   →  CH3CH2CH2CHO ("normal")
vs.
H2  +  CO  +  CH3CH=CH2   →  (CH3)2CHCHO ("iso")
Esses isômeros refletem a regioquímica da inserção do alceno na ligação M-H. Como os dois produtos não são igualmente desejáveis (o normal é mais estável que o iso), muita pesquisa foi dedicada à busca por catalisadores que favorecessem o isômero normal.

### Efeitos estéricos
A adição da regra de Markovnikov do hidreto de cobalto aos alcenos primários é desfavorecida pelo impedimento estérico entre o centro do cobalto e o ligante alquil secundário. Ligantes volumosos exacerbam esse obstáculo estérico.

### Efeitos eletrônicos
Além disso, o complexo hidreto, rico em elétrons, é menos parecido com prótons. Assim, como resultado, os efeitos eletrônicos que normalmente favorecem a adição de Markovnikov a um alceno são menos aplicáveis. Assim, os hidretos ricos em elétrons são mais seletivos.

### Formação de acila
Para suprimir a isomerização competitiva do alceno, a taxa de inserção migratória do carbonil na ligação carbono-metal do alquil deve ser rápida.

## Hidroformilação de cobalto bisfosfina catiônico
Sistema catalisador de hidroformilação catiônica de cobalto bisfosfina é cerca de 20 vezes mais lento que os melhores catalisadores de ródio, apesar de ser 10.000 vezes mais barato. Este catalisador possui baixa seletividade ao produto aldeído linear geralmente desejado para alcenos simples. No entanto, possui excelente atividade e seletividade para alcenos ramificados internos que são difíceis de hidroformilar.

## Processo industrial
A hidroformilação é um importante processo industrial, enquanto permite a formação de uma nova ligação carbono-carbono facilmente convertível em outros grupos funcionais, o que a faz um importante passo intermediário em processos de múltiplos passos. Ela converte alcenos, monóxido de carbono e hidrogênio em produtos orgânicos mais complexos, como plastificantes e detergentes de limpeza.
As reações de hidroformilação são aplicadas em grande escala na indústria química para transformar olefinas em aldeídos. Os catalisadores originais eram complexos de cobalto neutros.